# Dudon de Saint-Quentin
Pour les articles homonymes, voir Dudon.
Dudon de Saint-Quentin, né en Vermandois vers 960 ou 970 et mort en 1026, est un chroniqueur picard du XIe siècle.

## Éléments biographiques
La biographie du personnage est mal connue en raison du manque de sources. Il naît en Vermandois vers 960-965. Élève de Gerbert d'Aurillac (le futur Pape Sylvestre II) à l'école de Reims, il intègre le chapitre de la collégiale de Saint-Quentin. Peu après 987, le comte Albert Ier de Vermandois envoie le chanoine en ambassade auprès de Richard Ier, duc de Normandie, afin d'obtenir son appui face à Hugues Capet. Dudon semble se faire apprécier de la cour normande et est amené à séjourner dans le duché. Richard Ier lui donne deux domaines en pays de Caux et lui commande une histoire des Normands. Son œuvre sera connue sous le nom de De moribus et actis primorum Normanniae ducum. Interrompue à la mort du duc, elle est poursuivie sous son fils Richard II de Normandie. Il est sous Richard II nommé chapelain de la cour. Doyen de la collégiale de Saint-Quentin, il meurt avant 1043,.

## Son œuvre:De moribus et actis primorum Normanniae ducum
Le personnage de Dudon est attaché à une œuvre connue aujourd'hui sous le nom de De moribus et actis primorum Normanniae ducum (« Des mœurs et des Actions des premiers ducs de Normandie »), un titre auquel il faut peut-être préférer l'intitulé figurant sur plusieurs manuscrits Historia Normannorum (« Histoire des Normands »). C'est un récit qui lui est commandé par le duc Richard Ier de Normandie, à la fin du Xe siècle. À la mort du prince en 996, ses fils Richard II et Robert le Danois lui demandent de poursuivre son travail. Les historiens admettent traditionnellement que la rédaction de l'ouvrage s'étale entre 1015 et 1026, date de la mort de Richard II mais l'étude manuscrite invite à considérer l'existence d'une première version plus précoce (années 990). Il meurt avant 1043.

### Contenu
Dudon de Saint-Quentin raconte l'histoire des Normands depuis 852 jusqu’à la mort du duc Richard Ier en 996. Commande de la cour normande, le récit tend à une apologie du peuple normand et de la jeune dynastie ducale. Les origines et les actes des premiers ducs sont exaltés.
Le De moribus... s'organise principalement en quatre biographies :
- Hasting, le Viking primitif, cruel, païen et barbare
- Rollon, le Viking qui se convertit au christianisme et qui devient le premier maître de la Normandie
- Guillaume Longue Epée, son fils, martyr de la dynastie
- Richard Ier, fils du précédent, figure du prince idéal

Dudon écrit en prose mais insère régulièrement des poèmes. Il cherche à montrer sa maîtrise de la rhétorique latine. Bien qu'il ait connaissance de Virgile, de Tite-Live, son style est affecté et obscur.
Ses sources sont aussi bien orales qu'écrites. Présent à la cour ducale, le chanoine de Saint-Quentin bénéficie de témoignages de personnages de premier plan, notamment Gunnor, femme de Richard Ier et Raoul d'Ivry, fils de ces derniers. Il s'appuie également sur les Annales de Flodoard, de Saint-Vaast et de Saint-Bertin. L'œuvre est dédiée à Adalbéron, évêque de Laon et donc supérieur du chanoine de Saint-Quentin.

### Critiques et réhabilitation
Les chroniqueurs du Moyen Âge comme Guillaume de Jumièges, Wace, Robert de Torigni, Guillaume de Poitiers et Hugues de Fleury ont eu largement recours au De Moribus... lors de la compilation de leur propre chronique.
Au XIXe siècle, les historiens allemands Ernst Dümmler ou Georg Waitz ont dédaigné le De Moribus... le jugeant peu fiable. En revanche, d’autres autorités, telles que Jules Lair ou Johannes Steenstrup considéraient néanmoins, sans pour autant nier la présence de la légende, la valeur de cet ouvrage comme considérable pour l'histoire des Normands. La critique la plus forte provient d'Henri Prentout qui, en 1916, publie une étude critique de l'œuvre du chanoine. Dudon est à ses yeux un fabulateur, amateur de légendes et de pittoresque. Mauvais écrivain, il n'est qu'un courtisan chargé de flatter le duc et son entourage. Un jugement implacable qui longtemps reste la norme au sein de l'historiographie normande. En 1970, un maître comme Lucien Musset décrit le De Moribus... comme une « amplification théorique incroyablement creuse ».
Plus récemment, le professeur de latin médiéval Pierre Bouet et les historiens François Neveux et Pierre Bauduin ont réhabilité l'auteur en montrant tout l'intérêt historique de son travail. Certains faits décrits par Dudon ont été corroborés par d'autres documents. Il reste qu'il faut se montrer très critique vis-à-vis du récit de Dudon.
Le De moribus sert aujourd'hui de sources à de multiples travaux historiques qu'ils portent sur des notions (la frontière), sur des problématiques (la construction du mythe normand), et sur l'écriture même de l'histoire (les références antiques chez Dudon).

### Éditions
L'œuvre de Dudon a été éditée pour la première fois en 1619 à Paris par André Duchesne dans son Historia Normannorum scriptores antiqui. Il existe une autre édition dans la Patrologia Latina, tome CXLI, de Jacques Paul Migne (Paris, 1844). La version la plus utilisée est celle de Jules Lair.
- De moribus et actis primorum Normanniae ducum, Éd. Jules Lair, Caen, F. Le Blanc-Hardel, 1865
  - (fr) Édition originale de 1865 numérisée par Google
- (en) Traduction anglaise en ligne par Felice Lifshitz sur le site de l'ORB, The Online Reference Book for Medieval Studies
- (en) History of the Normans, éd. E. Christensen, Woodbridge, The Boydell Press, 1998